# Schloss Wiesenfelden

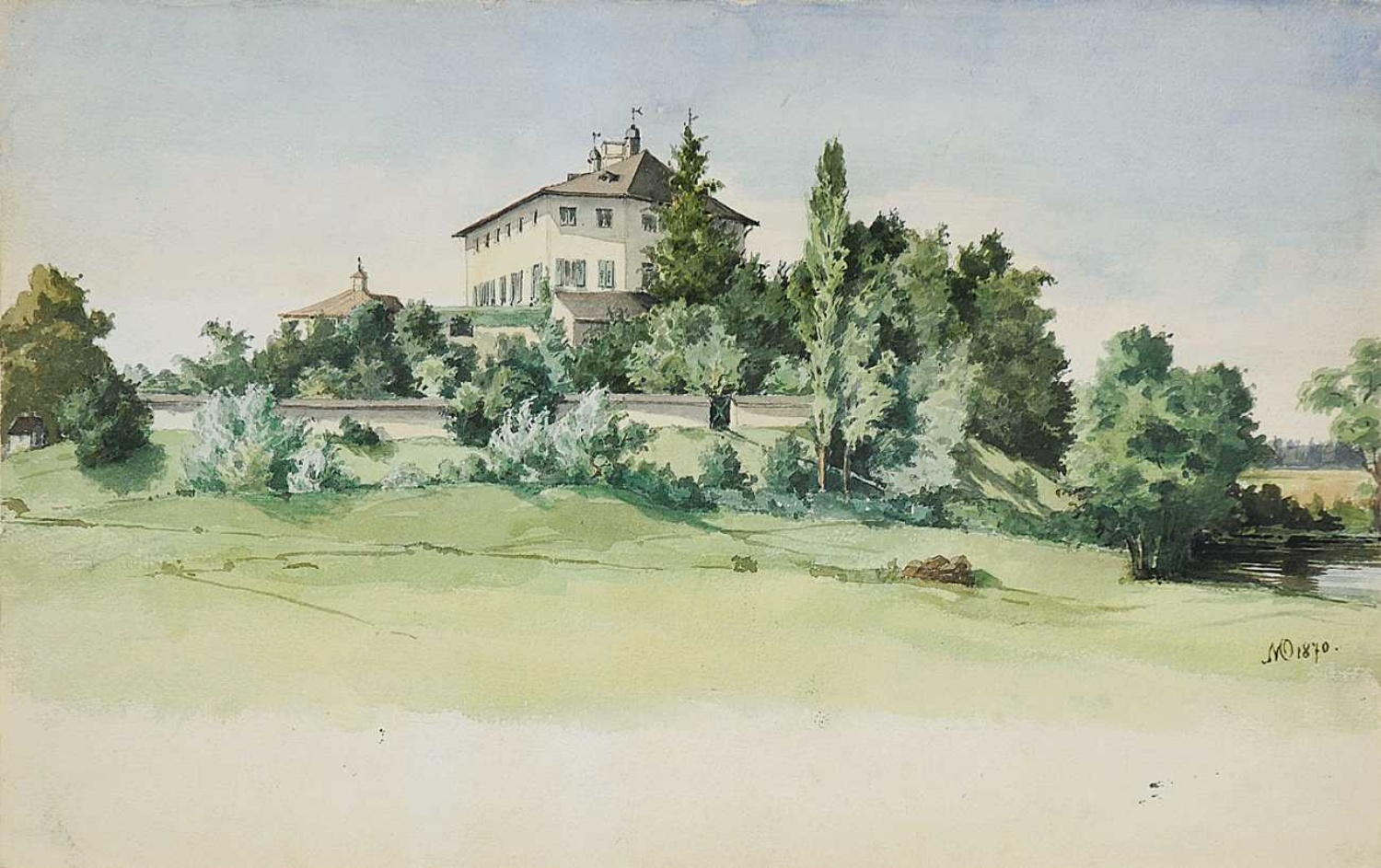
Wilhelmine Gräfin von Otting und Fünfstetten (1852–1904): Schloss Wiesenfelden, Aquarell, 1870

Das Schloss Wiesenfelden liegt in Wiesenfelden (Straubinger Straße 5) im niederbayerischen Landkreis Straubing-Bogen. Als Hofmarkschloss war es Herrensitz der Hofmark Wiesenfelden. Die Anlage wird als Bodendenkmal unter der Aktennummer D-2-6941-0045 im Bayernatlas als „untertägige mittelalterliche und frühneuzeitliche Befunde im Bereich des Schlosses Wiesenfelden, darunter Spuren von Vorgängerbauten und der Wirtschaftshof“ geführt. Ebenso ist sie unter der Aktennummer D-2-78-197-4 als Baudenkmal von Wiesenfelden verzeichnet.

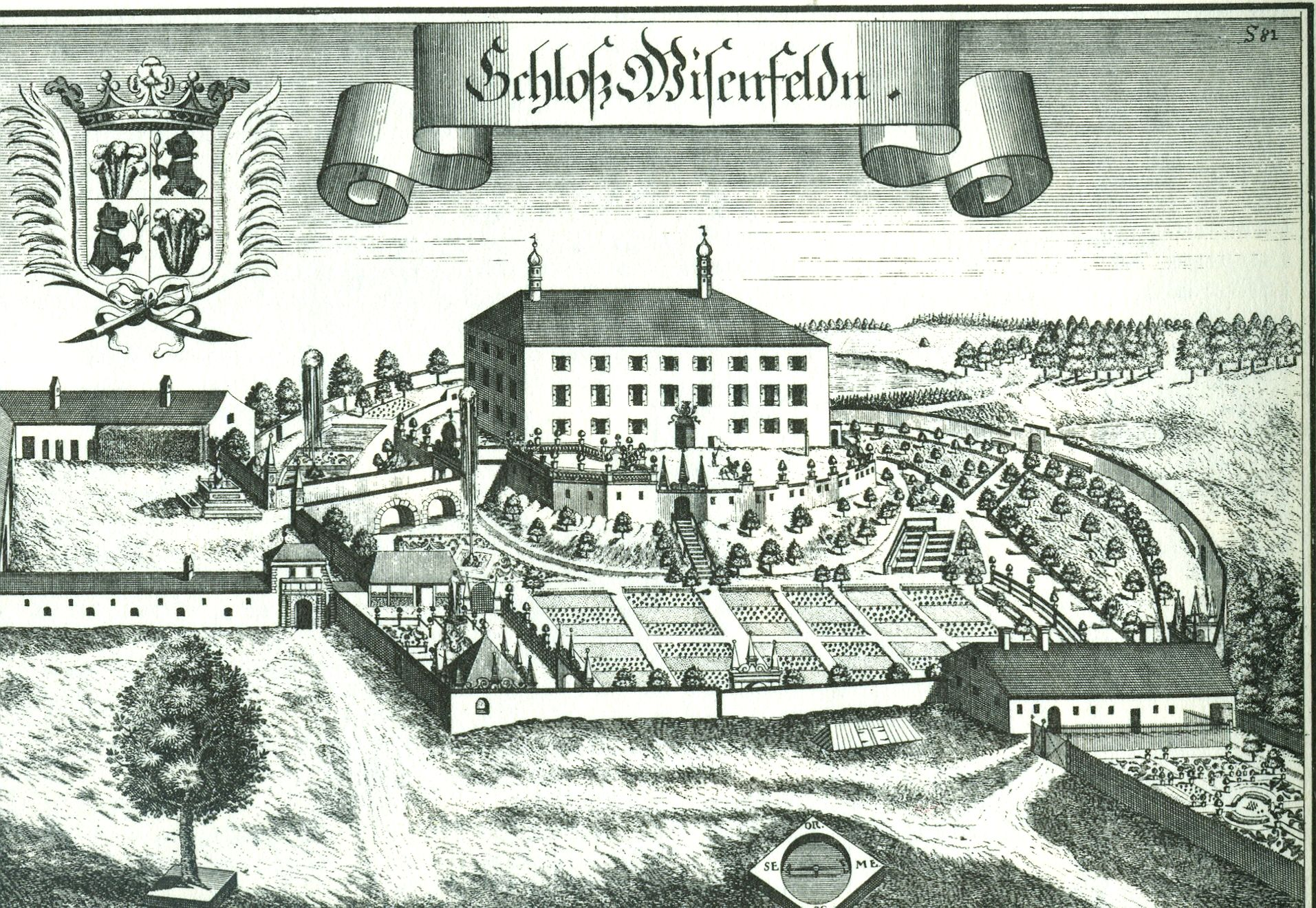
Schloss Wiesenfelden nach einem Stich von Michael Wening von 1721

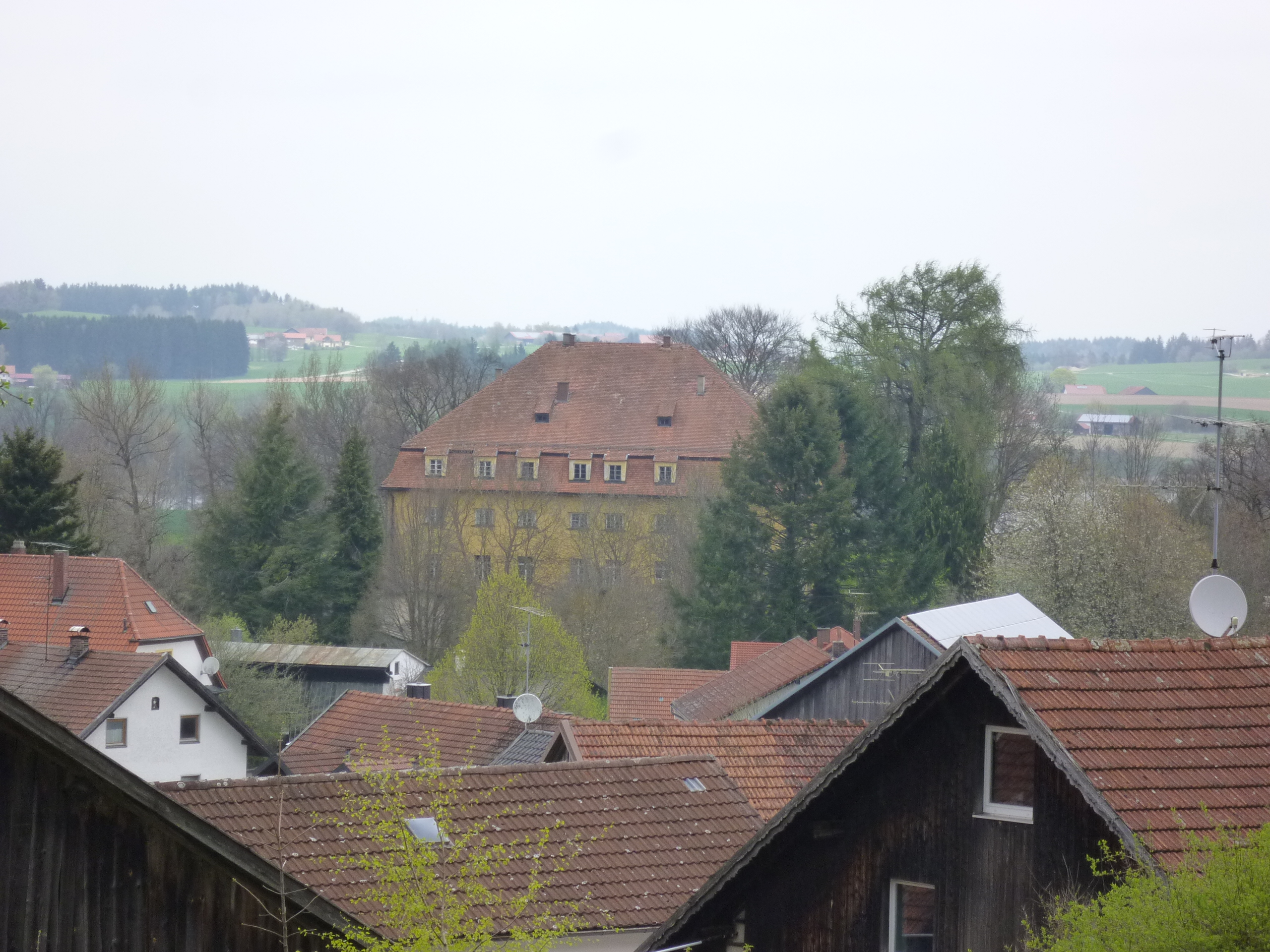
Schloss Wiesenfelden im Jahr 2017

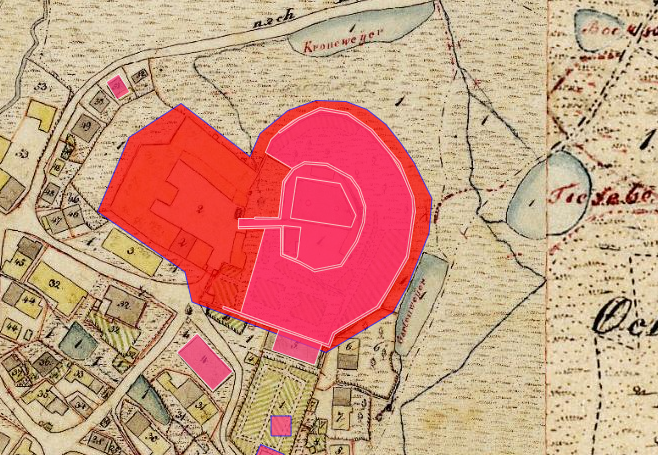
Lageplan von Schloss Wiesenfelden auf dem Urkataster von Bayern

## Geschichte
Die erste indirekte urkundliche Erwähnung der Burg Wiesenfelden stammt aus dem Jahr 1105, damals war ein Pabo de Wisintfeld Zeuge einer Schenkung. Er war wohl Ministeriale des Regensburger Bischofs.
Die Burg war im Laufe der Zeit der Sitz mehrerer Adelsgeschlechter und bildete eine geschlossene Hofmark. Inhaber waren von 1335 bis 1488 die bogenschen Ministerialen Haybeck von Haybach, von 1488 bis 1548 saßen dort die Herren von Paulsdorf. Anschließend waren die Schwarzenberger, die Familie Nothafft, die Brugglach und zwischen 1705 und 1865 die Freiherren von Mägerl die Besitzer des Schlosses. Im 19. Jahrhundert erwarben die Grafen von Otting-Fünfstätten das Schloss, unter ihnen wurden weitgehende bauliche Veränderungen durchgeführt. 1934 wurde Schloss Wiesenfelden von den Grafen an Dr. Josef Schmid und Martin Schmid verkauft, ab 1969 wurde es verpachtet.
Vermutlich wurde die Burg im Zuge des Dreißigjährigen Krieges, wohl im Jahr 1648, von den Schweden niedergebrannt. Anschließend wurde dort das heutige Schlossgebäude, zum Teil auf den älteren Grundmauern, errichtet. Im 19. Jahrhundert wurde der dreigeschossige Bau dann nochmals verändert.
Heute ist die Stelle als Baudenkmal D-2-78-197-4 „Schloss, über älterem Kern mit unregelmäßigem Grundriß nach 1648 erbaut; mit Ausstattung“, sowie als Bodendenkmal D-2-6941-0045 „Untertägige mittelalterliche und frühneuzeitliche Befunde im Bereich des Schlosses Wiesenfelden, darunter Spuren von Vorgängerbauten und der Wirtschaftshof“ vom Bayerischen Landesamt für Denkmalpflege erfasst.

## Heutige Nutzung
Das Schloss bis zu seinem Tod 2025 im Besitz von Hubert Weinzierl, dem Präsidenten des Deutschen Naturschutzrings, früherem Vorsitzenden des Bund Naturschutz in Bayern e. V. und heutigem Ehrenpräsidenten des Vereins für Landschaftspflege & Artenschutz in Bayern e. V. Das Anwesen beherbergt ein Umweltinformationszentrum sowie ein naturkundliches Museum. Nach Auseinandersetzungen zwischen Weinzierl und seinem Nachfolger als Vorsitzender des Bund Naturschutz Hubert Weiger wird es von Weinzierl privat und nicht mehr durch das Bildungswerk des Bund Naturschutz betrieben.